# Vrbje, Žalec
Vrbje je naselje v Občini Žalec. Iz zgodovinskih zapisov znano tudi kot Felbendorf.